# Chung Kyung-wha

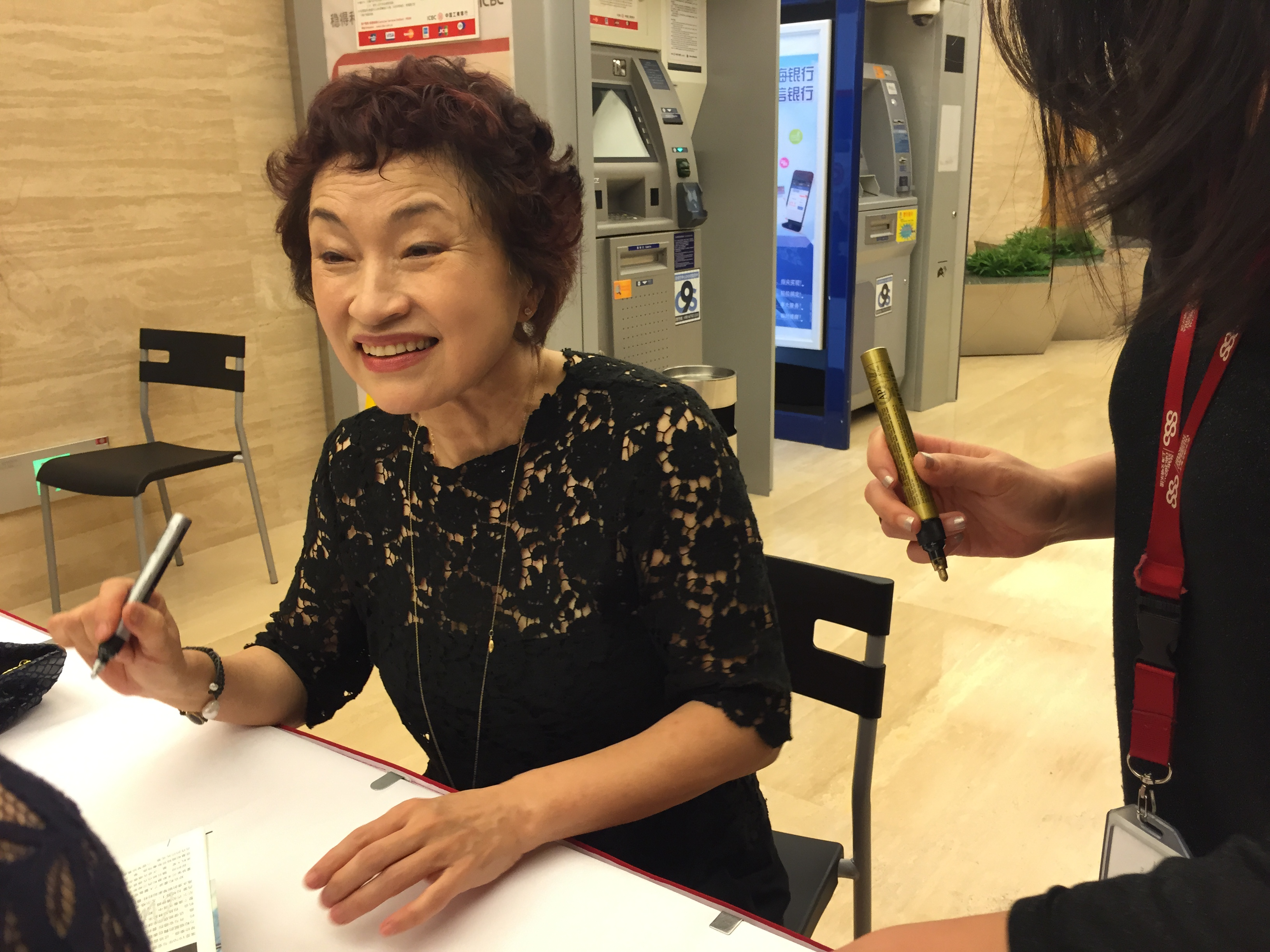
Chung Kyung-wha

Chung Kyung-wha (* 26. März 1948 in Seoul, Südkorea) ist eine südkoreanische Geigerin.

## Leben
Sie stammt aus einer Musikerfamilie. Sie ist die Schwester des Dirigenten und Pianisten Chung Myung-whun und der Cellistin Chung Myung-wha. Zusammen bildeten sie ein Trio. In Korea war Byeongso Ahn ihr Violinlehrer. Bereits mit zwölf Jahren verließ sie ihre Heimat, um bei Ivan Galamian an der Juilliard School of Music in New York zu studieren. 1967 gewann sie zusammen mit Pinchas Zukerman den ersten Preis bei der Leventritt International Competition. In der Bundesrepublik war sie die Entdeckung der Konzertsaison 1972/73. Im Januar 1973 wurde ihr in München der „Stern des Jahres“ für das größte musikalische Ereignis 1972 verliehen, eine Auszeichnung, die ein Jahr zuvor Maurizio Pollini erhalten hatte. Ende 1973 war sie Solistin in einer Fernsehaufzeichnung des Saarländischen Rundfunks.
1982 kaufte sie ein Haus in London, um dort zu leben. 1984 heiratete sie einen britischen Geschäftsmann und wurde britische Staatsbürgerin. 1988 wurde sie EMI-Künstlerin. Später zog sie wieder in die USA; sie besitzt heute die US-amerikanische Staatsbürgerschaft. 2007 wurde sie Professorin an der Juilliard School. 2011 erhielt sie den Ho-Am-Preis und kehrte nach Südkorea zurück. Im Mai 2012 wurde sie Musikprofessorin an der Ewha Womans University.